# Food Network

Das Logo des Senders seit 2013

Food Network ist ein 1993 gegründeter Fernsehsender mit Sitz in New York, der sich auf die Ausstrahlung von Sendungen über Kochen, Gästebewirtung, Restaurants, Nahrungsmittel und Nahrungsmittelherstellung konzentriert. Der Betreiber Television Food Network, G.P. gehört mehrheitlich zu Scripps Networks Interactive.
Der Sender unterhält Studios in Atlanta, Los Angeles, Chicago, Detroit und Knoxville, kann in den Vereinigten Staaten von 80 Millionen Haushalten empfangen werden und strahlt sein Programm ebenfalls in Teilen Europas, Kanada, Australien, Neuseeland, Südkorea, Thailand, Singapur, Afrika und den Philippinen aus.
Zu den populärsten Reihen gehören eine Sendung über das Grillen mit dem Titel Boy Meets Grill, der Backwettbewerb Cupcake Wars, eine Kochshow mit Ina Garten mit dem Titel  Barefoot Contessa sowie die Shows von Emeril Lagasse, Wolfgang Puck, Rachael Ray oder Sarah Moulton.